# That Ole Devil Called Love
"That Ole Devil Called Love" is een nummer van de Amerikaanse jazzzangeres Billie Holiday. In 1985 werd het nummer gecoverd door de Britse zangeres Alison Moyet. Deze versie verscheen niet op een officieel studioalbum, maar dat jaar bracht zij het wel uit als single.

## Achtergrond
"That Ole Devil Called Love" is in 1944 geschreven door Allan Roberts en Doris Fisher. Dat jaar werd het voor het eerst opgenomen door Billie Holiday, die het in 1945 op de B-kant van haar single "Lover Man (Oh, Where Can You Be?)" zette. Het nummer is gecoverd door onder meer Tony Bennett, Ella Fitzgerald, Susannah McCorkle, Diane Schuur en Jeri Southern.
In 1985 werd "That Ole Devil Called Love" opgenomen door Alison Moyet. Na het succes van haar debuutalbum Alf wilde platenmaatschappij CBS een vierde single van dit album uitbrengen. Moyet was hier tegen en vroeg of zij een cover van "That Ole Devil Called Love" op kon nemen, om haar fans toch nieuw werk te geven. Over het succes van de single vertelde zij: "Nadat mijn versies van 'That Ole Devil Called Love' en 'Love Letters' het goed deden, stond er zeker druk op mij om een soort jazzdiva te worden." CBS bracht later alsnog een vierde single van Alf uit, getiteld "For You Only".
"That Ole Devil Called Love" werd in de versie van Moyet een grote hit. Het behaalde de tweede plaats in de UK Singles Chart en in Ierland, en bereikte de nummer 1-positie in Nieuw-Zeeland. In Nederland bereikte de single de zesde plaats in de Top 40 en de vijfde plaats in de Nationale Hitparade, terwijl in Vlaanderen de tiende plaats in de voorloper van de Ultratop 50 werd gehaald.

## Hitnoteringen
Alle hitnoteringen zijn behaald door de versie van Alison Moyet.

### Nederlandse Top 40
| Hitnotering: 04-05-1985 t/m 13-07-1985 | Hitnotering: 04-05-1985 t/m 13-07-1985 | Hitnotering: 04-05-1985 t/m 13-07-1985 | Hitnotering: 04-05-1985 t/m 13-07-1985 | Hitnotering: 04-05-1985 t/m 13-07-1985 | Hitnotering: 04-05-1985 t/m 13-07-1985 | Hitnotering: 04-05-1985 t/m 13-07-1985 | Hitnotering: 04-05-1985 t/m 13-07-1985 | Hitnotering: 04-05-1985 t/m 13-07-1985 | Hitnotering: 04-05-1985 t/m 13-07-1985 | Hitnotering: 04-05-1985 t/m 13-07-1985 | Hitnotering: 04-05-1985 t/m 13-07-1985 | Hitnotering: 04-05-1985 t/m 13-07-1985 |
| Week                                   | 1                                      | 2                                      | 3                                      | 4                                      | 5                                      | 6                                      | 7                                      | 8                                      | 9                                      | 10                                     | 11                                     |                                        |
| -------------------------------------- | -------------------------------------- | -------------------------------------- | -------------------------------------- | -------------------------------------- | -------------------------------------- | -------------------------------------- | -------------------------------------- | -------------------------------------- | -------------------------------------- | -------------------------------------- | -------------------------------------- | -------------------------------------- |
| Nummer                                 | 32                                     | 22                                     | 12                                     | 10                                     | 7                                      | 6                                      | 8                                      | 8                                      | 14                                     | 23                                     | 29                                     | uit                                    |

### Nationale Hitparade
| Hitnotering: 20-04-1985 t/m 29-06-1985 | Hitnotering: 20-04-1985 t/m 29-06-1985 | Hitnotering: 20-04-1985 t/m 29-06-1985 | Hitnotering: 20-04-1985 t/m 29-06-1985 | Hitnotering: 20-04-1985 t/m 29-06-1985 | Hitnotering: 20-04-1985 t/m 29-06-1985 | Hitnotering: 20-04-1985 t/m 29-06-1985 | Hitnotering: 20-04-1985 t/m 29-06-1985 | Hitnotering: 20-04-1985 t/m 29-06-1985 | Hitnotering: 20-04-1985 t/m 29-06-1985 | Hitnotering: 20-04-1985 t/m 29-06-1985 | Hitnotering: 20-04-1985 t/m 29-06-1985 | Hitnotering: 20-04-1985 t/m 29-06-1985 |
| Week                                   | 1                                      | 2                                      | 3                                      | 4                                      | 5                                      | 6                                      | 7                                      | 8                                      | 9                                      | 10                                     | 11                                     |                                        |
| -------------------------------------- | -------------------------------------- | -------------------------------------- | -------------------------------------- | -------------------------------------- | -------------------------------------- | -------------------------------------- | -------------------------------------- | -------------------------------------- | -------------------------------------- | -------------------------------------- | -------------------------------------- | -------------------------------------- |
| Nummer                                 | 47                                     | 30                                     | 10                                     | 7                                      | 5                                      | 8                                      | 13                                     | 14                                     | 16                                     | 32                                     | 37                                     | uit                                    |

### NPO Radio 2 Top 2000
| Nummer met noteringen in de NPO Radio 2 Top 2000 | '99 | '00 | '01 | '02 | '03 | '04 | '05 | '06  | '07 | '08 | '09  | '10  | '11  |
| ------------------------------------------------ | --- | --- | --- | --- | --- | --- | --- | ---- | --- | --- | ---- | ---- | ---- |
| That Ole Devil Called Love                       | 838 | 804 | 508 | 592 | 687 | 580 | 684 | 1048 | 602 | 687 | 1720 | 1301 | 1500 |

1. ↑  Een vetgedrukt getal geeft de hoogste notering aan.
2. ↑  Deze tabel is bijgewerkt tot en met de laatste editie (2024).